# Eltern mit Hindernissen
Eltern mit Hindernissen ist ein deutscher Fernsehfilm aus dem Jahr 2020 von Anna-Katharina Maier mit Nicolette Krebitz und Hary Prinz in den Hauptrollen. Die Erstausstrahlung der Filmkomödie im Ersten erfolgte am 3. Juni 2020. Es handelt sich dabei um die Fortsetzung von Familie mit Hindernissen (2017) und Trauung mit Hindernissen (2018). Die ORF-Premiere war ursprünglich für den 11. November 2020 vorgesehen, wurde aufgrund des Terroranschlages in Wien 2020 aber auf den 30. Dezember 2020 verschoben.

## Handlung
Katrin Wiedemann steht vor der Geburt ihres dritten Kindes und ist kurz davor, Schuldirektorin zu werden. Sie hat keinen Zweifel daran, Kind und Karriere vereinbaren zu können, insbesondere weil ihr Mann Philipp ihr versprochen hat, die gesamte Elternzeit zu übernehmen. Allerdings teilt Dr. Schulze Stadler, die amtierende Direktorin, die auf der Suche nach einer geeigneten Nachfolge ist, Katrins Meinung nicht und bittet daher Philipp, nach der Geburt der kleinen Isalie, genannt „Isi“, den Direktorenposten vorübergehend zu übernehmen. Philipp glaubt, Katrin damit einen Gefallen zu tun, und sagt daher zu. 
Dies führt zu einer Ehekrise, in der Folge legen die streitenden Eltern aus Versehen ihr Baby in der örtlichen Babyklappe ab. Philipp und Katrin stehen damit zusätzlich auch noch unter Beobachtung von Frau Hödl vom Jugendamt. Außerdem stehen Katrins egozentrischer Vater Horst und ihre herrische Ex-Schwiegermutter Diana überraschend vor der Tür, um Baby Isalie zu begrüßen. Das Chaos ist perfekt, nachdem Katrins Affäre Marcel plötzlich auftaucht und vermutet, der Vater von Isi zu sein. Schließlich erscheint auch noch Beate Lechner, die auf der Suche nach ihrem Ex Horst ist. 
Die Lage ist angespannt, bis sich Philipp und Katrin darauf besinnen, was ihnen am wichtigsten ist. Horst, der vorübergehend bei Katrin gewohnt hat, zieht aus und bei Diana ein. Mit Unterstützung ihrer beiden größeren Kinder Saskia und Leo schafft Katrin es, die Schulverwaltung und Direktorin Schulze Stadler zu überzeugen, Familie und Karriere sehr wohl vereinbaren zu können.

## Produktion
Die Dreharbeiten fanden vom 19. Juni bis zum 16. Juli 2019 statt, gedreht wurde in Leipzig, Markkleeberg und Halle (Saale). Produziert wurde der Film von der Ariane Krampe Filmproduktion, beteiligt waren der Mitteldeutsche und der Österreichische Rundfunk.
Für das Kostümbild zeichnete Lena Wolf verantwortlich, für das Szenenbild Ingrid Henn, für den Ton  Miroslav Babic und für das Maskenbild Kathleen Asmuss und Oliver Ziem-Schwerdt.

## Rezeption
Rainer Tittelbach von tittelbach.tv bezeichnete den Film als „alltagsnahe, anschlussfähige Wohlfühl-Komödie ohne diese Alles-wird-gut-Naivität der ARD-Freitagsfilme“. Der Film mache großen Spaß, die Figuren seien sympathisch und zeitgemäß. Neben der Moral sei immer auch eine gehörige Portion Ironie im wunderbar lockeren Spiel.
Eric Leimann befand im Weser Kurier, dass auch der dritte Teil überzeugen würde, und urteilte: „Ein leicht überdrehter Spaß, der dennoch viel Lebensrealität transportiert.“ In den einzelnen Szenen wie auch der gesamten Geschichte fände sich viel Wahrheit. Themen wie der Geschlechterkampf um Emanzipation und die Selbstüberforderung einer Mutter, die gleichzeitig nicht auf ihre Karriere verzichten will, würden wunderbar beiläufig und schnurrig leicht herausgearbeitet. Leimann lobte auch das starke Ensemble, aus dem Krebitz mit ihrem authentischen Spiel noch mal ein bisschen heraussticht.
Tilmann P. Gangloff bezeichnete die Komödie als sehenswert. Die Geschichte ließe sich problemlos auch als Drama erzählen, wurde jedoch konsequent als Komödie verpackt, ohne den ernsten Kern zu verraten. Immer wieder spitzten Buch und Regie die Situationskomik zu, ohne den Film je zur Klamotte werden zu lassen. Die Schlüssigkeit sei nicht zuletzt eine Frage der vorzüglichen Darstellerführung, selbst wenn Krapoth einige Nebenfiguren knapp am Klischee konzipiert habe. Für sich genommen seien einige Auftritte absurd, das Gesamtbild der Rollen sei aber stimmig.
Heike Hupertz schrieb in der Frankfurter Allgemeinen Zeitung, dass dieser Film nicht ganz so skurril wie die beiden Vorgängerfilme neben der Situationskomik nett verpackt auf das Thema Vereinbarkeit von Familie und Beruf setze. Sophia Krapoth, Doro Götz und Anna-Katharina Maier läge in diesem Film sehr daran, ihre warmherzige, patente Hauptfigur, die Krebitz mit einer Menge natürlichem Charme und Power verkörpere, nicht als empathieloses Karrierebiest dastehen zu lassen. Das abschließende Plädoyer, das inhaltlich einiges für sich habe, sei überlang geraten. Bis zur Auflösung in herzwärmendem Wohlgefallen sei Eltern mit Hindernissen dennoch ein sehenswerter, moderner Mehrgenerationenfilm.
Im Ersten sahen den Film bei Erstausstrahlung 3,97 Millionen Personen, der Marktanteil betrug 13,5 Prozent.